# Txerkàsskoie (Bélgorod)
|  | Per a altres significats, vegeu «Txerkàsskoie». |

Txerkàsskoie - Черкасское (rus) - és un poble de l'óblast de Bélgorod, a Rússia. El 2010 tenia 372 habitants. Pertany al districte (raion) de Stroítel.